# Бегунчик блестящий
Бегунчик блестящий (лат. Bembidion lampros) — вид жуков-жужелиц из подсемейства трехин. Распространён в Европе, Марокко, России, Турции, Грузии, Кыргызстане, Казахстане, Таджикистане и Узбекистане, а также в Северной Америке. Обитают на открытых участках, в частности в садах и на засушливых почвах. Длина тела имаго 2,8—4,5 мм. Тело ярко-бронзовое, блестящее. Рыжие ноги иногда с затемнёнными бёдрами и лапками. Основание усиков рыжее. Особи являются хищниками; иногда повреждают всходы пшеницы, льна, репы, а также капустную рассаду, мякоть плодов земляники, прорастающие семена сосны, ели, клёна.